# Country-Musik 1937
Die Liste bietet eine Übersicht über das Jahr 1937 im Genre Country-Musik.

## Ereignisse
- John Lairs WLW Renfro Valley Barn Dance geht in Cincinnati, Ohio, erstmals auf Sendung. Zwei Jahre später zieht die Show in das „richtige“ Renfro Valley um.
- 30. Oktober: Johnny Wright und Kitty Wells heiraten

## Top-Hits des Jahres
- Breezin’ Along with the Breeze – The Hoosier Hot Shots
- You're The Only Star In My Blue Heaven – Roy Acuff
- Steel Guitar Rag – Bob Wills and his Texas Playboys
- Great Spreckled Bird – Roy Acuff
- Right or Wrong – Bob Wills and his Texas Playboys
- A Wild Cat Woman And A Tom Cat Man – Cliff Carlisle

## Geboren
- 14. Januar – Billie Jo Spears
- 20. März – Jerry Reed
- 6. April – Merle Haggard
- 15. April – Bob Luman
- 4. Juni – Freddy Fender
- 15. Juni – Waylon Jennings
- 19. Juli – George Hamilton IV.
- 29. Juli – Don Woody
- 30. Juli – Sonny West
- 29. Oktober – Sonny Osborne
- Tag unbekannt – Jimmy Stayton